# Jean Henry
Jean Henry es un actor, modelo y músico sudafricano, conocido por interpretar a Arno en la serie de televisión Diepe Waters (2022-2023). También interpretó a Fullbody en la serie One Piece (2023).

## Carrera
Nació en Johannesburgo. Desde niño se interesó por las artes escénicas pero decidió estudiar primero una carrera en Finanzas después de completar su licenciatura en la Universidad de Stellenbosch. Entre 2016 y 2018 asistió a clases de actuación en el Act Cape Town College.
En agosto de 2020 firmó un contrato con Contractors Artists, una agencia de talentos con sede en Johannesburgo.
Henry se considera un actor de método y meisner, que se nutre de múltiples disciplinas. Se dedica a la investigación de sus papeles, con acciones deliberadas con el fin de encajar mejor en la historia y añadir valor al arco del personaje. 
En 2022 se une al elenco de One Piece, adaptación en acción real del manga homónimo, en el papel de Fullbody, un comandante de la Marina.